# Intertoto Cup 1989
De Intertoto Cup was sinds 1967 een mogelijkheid voor ploegen om in de zomer te kunnen blijven voetballen. Deze editie van 1989 werd zoals gebruikelijk gehouden tijdens deze zomerstop. Er werden alleen groepswedstrijden georganiseerd, omdat het onhaalbaar bleek om nog knock-outronden te spelen na de zomerstop. Clubs hadden daarvoor een te druk programma en de UEFA had bepaald dat ploegen die al aan UEFA-toernooien zoals de twee edities van de Europa Cup meededen, niet mochten deelnemen aan andere toernooien.
Aan deze editie van het toernooi deden 44 ploegen mee, net als vorig jaar. Er waren elf groepen van vier teams en elk team speelde zes wedstrijden. Er deden vijf ploegen mee uit Denemarken en Zweden; vier uit Hongarije, Oost-Duitsland, Oostenrijk, Tsjecho-Slowakije, West-Duitsland en Zwitserland; twee uit Bulgarije, Israël, Nederland en Polen en één uit België en de SR Roemenië.
Het Zweedse Örebro SK uit groep 7 haalde dit toernooi de hoogste score: tien punten en een doelsaldo van +11.

## Eindstanden

### Groep 1
| plaats | Club          | Doelpunten | Punten |
| ------ | ------------- | ---------- | ------ |
| 1.     | FC Luzern     | 14 : 5     | 9      |
| 2.     | Karlsruher SC | 14 : 9     | 9      |
| 3.     | FC Liège      | 1 : 7      | 3      |
| 4.     | BVV Den Bosch | 6 : 14     | 3      |

### Groep 2
| plaats | Club             | Doelpunten | Punten |
| ------ | ---------------- | ---------- | ------ |
| 1.     | B 1903 Kobenhavn | 15 : 8     | 9      |
| 2.     | Malmö FF         | 8 : 8      | 7      |
| 3.     | Plastika Nitra   | 7 : 8      | 5      |
| 4.     | Hansa Rostock    | 7 : 13     | 3      |

### Groep 3
| plaats | Club                | Doelpunten | Punten |
| ------ | ------------------- | ---------- | ------ |
| 1.     | Tirol Innsbruck     | 15 : 5     | 9      |
| 2.     | Vaci Izzo MTE       | 3 : 2      | 7      |
| 3.     | Etar Veliko Tarnovo | 3 : 7      | 5      |
| 4.     | AC Bellinzona       | 5 : 12     | 3      |

### Groep 4
| plaats | Club             | Doelpunten | Punten |
| ------ | ---------------- | ---------- | ------ |
| 1.     | Grasshopper-Club | 14 : 12    | 7      |
| 2.     | Raba ETO Gyor    | 10 : 8     | 7      |
| 3.     | Admira Wacker    | 15 : 17    | 5      |
| 4.     | Brondby IF       | 11 : 13    | 5      |

### Groep 5
| plaats | Club               | Doelpunten | Punten |
| ------ | ------------------ | ---------- | ------ |
| 1.     | Banyasz Tatabánya  | 11 : 7     | 8      |
| 2.     | Lokomotive Leipzig | 10 : 8     | 7      |
| 3.     | IFK Göteborg       | 11 : 14    | 5      |
| 4.     | Lyngby BK          | 8 : 11     | 4      |

### Groep 6
| plaats | Club                | Doelpunten | Punten |
| ------ | ------------------- | ---------- | ------ |
| 1.     | Næstved IF          | 13 : 9     | 7      |
| 2.     | Stuttgarter Kickers | 5 : 4      | 7      |
| 3.     | Stal Mielec         | 9 : 10     | 7      |
| 4.     | Djurgardens         | 4 : 8      | 3      |

### Groep 7
| plaats | Club            | Doelpunten | Punten |
| ------ | --------------- | ---------- | ------ |
| 1.     | Örebro SK       | 16 : 5     | 10     |
| 2.     | Slavia Praag    | 11 : 10    | 6      |
| 3.     | FC Wettingen    | 9 : 13     | 4      |
| 4.     | Siófoki Bányász | 7 : 15     | 4      |

### Groep 8
| plaats | Club                | Doelpunten | Punten |
| ------ | ------------------- | ---------- | ------ |
| 1.     | Sparta Praag        | 13 : 4     | 10     |
| 2.     | Wisła Kraków        | 11 : 12    | 6      |
| 3.     | Hapoel Petach Tikwa | 9 : 11     | 5      |
| 4.     | Beitar Jeruzalem    | 7 : 13     | 3      |

### Groep 9
| plaats | Club          | Doelpunten | Punten |
| ------ | ------------- | ---------- | ------ |
| 1.     | Banik Ostrava | 8 : 6      | 8      |
| 2.     | Vejle BK      | 11 : 11    | 7      |
| 3.     | Grazer AK     | 8 : 7      | 5      |
| 4.     | Hannover 96   | 11 : 14    | 4      |

### Groep 10
| plaats | Club            | Doelpunten | Punten |
| ------ | --------------- | ---------- | ------ |
| 1.     | Örgryte IS      | 10 : 3     | 10     |
| 2.     | Rapid Boekarest | 13 : 12    | 6      |
| 3.     | Wismut Aue      | 10 : 12    | 4      |
| 4.     | Spartak Varna   | 10 : 16    | 4      |

### Groep 11
| plaats | Club               | Doelpunten | Punten |
| ------ | ------------------ | ---------- | ------ |
| 1.     | FC Kaiserslautern  | 11 : 8     | 8      |
| 2.     | Vienna             | 13 : 11    | 7      |
| 3.     | RKC                | 11 : 11    | 6      |
| 4.     | FC Carl Zeiss Jena | 6 : 11     | 3      |